# Menhir de Fohet
Le menhir du Fohet dit la Pierre Longue est situé à  Aydat dans le département du Puy-de-Dôme.

## Description
Le menhir est en diorite dont un gisement existe en contrebas de son site d'implantation à environ 300 m de distance avec un dénivelé de 10 à 15 m. Il mesure 4,75 m de hauteur. De section triangulaire, son sommet est une surface plane. C'est au docteur Charvilhat que l'on en doit la première description. Il estimait son poids à 9,69 t mais il est plus probable qu'il soit plutôt de l'ordre de 15 t.

## Histoire
Le menhir est longtemps demeuré couché au sol. Il a été redressé le 31 décembre 1991 à minuit par des amateurs d'occultisme.  Quand elle était couchée, la pierre a longtemps servi de reposoir pour les convois mortuaires qui y déposaient le cercueil le temps que le prêtre récite les prières liturgiques, avant de repartir vers l'église de Saint-Julien.